# Corallocarpus triangularis
Corallocarpus triangularis là một loài thực vật có hoa trong họ Cucurbitaceae. Loài này được Cogn. mô tả khoa học đầu tiên năm 1916.